# 最後生還者 (電視劇)
《最後生還者》（英語：The Last of Us）是HBO制作的美國后末日類型的電視劇，由克雷格·麥辛和尼爾·德魯克曼聯合開創，改編自顽皮狗工作室於2013年發售的同名電子遊戲，故事设定在2023年，二十年前的一场大规模真菌感染快速演变为全球疫情，病菌将其感染者变成类似于僵尸的食人生物，并导致人类社会崩塌。该剧主要讲述了喬爾（佩德羅·帕斯卡飾）护送少女艾莉（貝拉·拉姆齊飾）横跨末日之后的美国。
客串演员包括飾演乔尔女儿莎拉的妮可·帕克，飾演抵抗组织领导人瑪琳的梅爾·丹德里奇，飾演乔尔伙伴泰絲的安娜·托芙，飾演乔尔弟弟湯米的蓋布瑞·盧納，飾演亨利和山姆兄弟的拉瑪爾·約翰遜和凯佛恩·蒙特利尔·伍达德（Keivonn Montreal Woodard），饰演凯瑟琳革命军团领导人凯瑟琳和副指挥派瑞的梅兰妮·林斯基和杰弗里·皮尔斯。
《最后生还者》是加拿大有史以来最大规模的电视剧制作，于2021年7月到2022年6月在整个艾伯塔省拍摄。该剧也是首部改編自電子遊戲的HBO原創影集，由索尼影視電視、顽皮狗工作室、和聯合製作。第一季共九集，由德魯克曼和麥辛擔當編劇，前者也是原作游戏的编剧和共同总监。配乐由古斯塔沃·桑塔歐拉拉和大卫·弗莱明创作，前者曾为原作游戏作曲。
《最後生還者》於2023年1月15日首播，受到評論家一致好評，其演出、編寫、美術指導與編曲都得到稱讚；不少評論家認為本劇是至今為止最佳電子遊戲改編作品。该剧在线性频道和HBO Max首播的第一天吸引了470万观众，创下自2010年以来HBO第二高的首播收视表现，并在两个月内观众突破4000万。第二季於2025年4月13日首播。

## 演員與角色

### 主要角色
- 佩德羅·帕斯卡 飾演 喬爾（英语：Joel (The Last of Us)）

一名堅強的中年倖存者，在災情初期時痛失女兒後飽受精神煎熬，這次為護送年輕女孩艾莉離開隔離區，開始陪她穿越整個美國，而心境也逐漸發生改變。与原作游戏相比，电视剧中的乔尔更加脆弱：他的一只耳朵因枪击失聪，膝盖在站立时会感到疼痛。
- 貝拉·拉姆齊 飾演 艾莉（英语：Ellie (The Last of Us)）

14歲的年輕女孩，出生於末世、無依無靠的她保持著一副咄咄逼人的心理，但在親情和歸屬感方面則有著特殊的需求。她并没有失去顽皮，很容易与孩子们相处，且喜欢使用双关语。她因對蟲草菌免疫成為研發疫苗的關鍵人物。
- 蓋布瑞·盧納 飾演 湯米（Tommy）

喬爾的弟弟，退役士兵，對未來充滿希望的理想主義者。曾經為火螢效力，但最終放棄這一事業，遷居至懷俄明州傑克遜建立的倖存者家園，與後到的喬爾重逢。角色第一季為常設，第二季升為主演。
- 伊莎貝拉·莫娜 飾演 狄娜（Dina）

艾莉的戀人，也是傑西的前女友。個性活潑開朗、自由奔放，對艾莉不離不棄，但與艾莉的關係卻受世間的殘酷所困擾。莫娜在第二季加盟為主演。
- 英·馬齊諾（英语：Young Mazino） 飾演 傑西（Jesse）

傑克遜倖存者家園的重要一份子，待人無私、捨己為人，是艾莉的重要同伴。馬齊諾在第二季加盟為主演。

### 客串角色

#### 第一季
- 妮可·帕克 飾演 莎拉（Sarah）：喬爾的14歲女兒[12]，关心父亲，会对他的行为和态度开玩笑[13]。
- 約翰·漢納 飾演 紐曼博士（Dr. Neuman）：美國60年代的一名流行病學家，1968年時曾出席過談話節目，試圖警告大眾關於真菌的危險性[14]。
- 默尔·丹德里奇（英语：Merle Dandridge） 飾演 瑪琳（Marlene）：地下組織「火螢」的首領，該組織致力於反抗政府和軍隊，為其他倖存者爭取自由。丹德里奇同時在原作遊戲中為該角色完成動作捕捉與配音[15]。
- 克里斯托弗·海尔达尔（英语：Christopher Heyerdahl） 飾演 肖恩海斯博士（Dr. Schoenheiss）：美國60年代的一名流行病學家，1968年時曾伴隨紐曼出席過談話節目，但對於紐曼的真菌觀點不是很認同[16]。
- 布萊登·佛雷切 飾演 羅伯特（Robert）：波士頓治安隔離區中的一名黑市販子，也是一名見風使舵的地痞流氓[17]，担心乔尔会报复他的行为[18]。
- 安娜·托芙 飾演 泰絲（Tess）：堅強的女倖存者，喬爾的搭檔[19]。泰丝在波士顿隔离区受到人们的尊重，但主要是出于对她的恐惧。在护送艾莉的任务中负责保护艾莉[20]。
- 克莉絲汀·哈基姆（英语：Christine Hakim） 飾演 拉特納·佩蒂維（Dr. Ratna Pertiwi）：來自印度尼西亞雅加達的真菌學教授，任職於印度尼西亞大學，在绝望中[21][22]建議政府轟炸城市來控制感染[23]。
- 尼克·奧佛曼 飾演 比爾（Bill）：一名厭世的生存主義者，陪法蘭克隱居在偏僻小鎮[24]。比尔的偏执和对政府的不信任让他对疫情有所准备，灾前将自己保护在一个安全的地下掩体中[25]。
- 莫瑞·巴特利特（英语：Murray Bartlett） 飾演 法蘭克（Frank）：比爾的伴侶，與他共同隱居在偏僻小鎮[24]。法兰克比比尔更友好、更信任他人，他想美化他们的小镇并与泰丝和乔尔建立友谊[26]。
- 拉瑪爾·約翰遜 飾演 亨利·布瑞爾（Henry Burrell）：在堪薩斯城躲避革命份子的年輕倖存者[27]。亨利因自己的行为而受到伤害，但最终是为了保护他的弟弟山姆[28]。
- 梅蘭妮·林斯基 飾演 凱薩琳·柯格蘭（Kathleen Coghlan）：堪薩斯城的革命軍團領袖[29]。凯瑟琳外表甜美说话温和清晰却是名聪明而凶狠的领袖[30][31]。
- 凱佛恩·蒙特利尔·伍達德（Keivonn Montreal Woodard）飾演 山姆·布瑞爾（Sam Burrell）：一名有聽覺障礙、熱愛藝術的少年，亨利的弟弟，與哥哥一同流亡[27][32][33]。山姆在年少时被诊断出患有白血病[34]。
- 傑弗里·皮爾斯（英语：Jeffrey Pierce） 飾演 派瑞（Perry）：堪薩斯城的革命軍團副指揮。在原作遊戲中皮爾斯為湯米完成動作捕捉與配音[24]。派瑞是一名前军事人员[35]。
- 露蒂娜·衛斯理（英语：Rutina Wesley） 飾演 瑪麗亞（Maria）：在懷俄明州傑克遜建立的倖存者家園的首領，是汤米已怀孕的妻子[36][37]。玛丽亚曾是助理地方检察官，是一名冷静而仁慈的领袖[38][36]。
- 葛拉罕·葛林 飾演 馬龍（Marlon）：一名陪妻子芙蘿倫斯遠居在懷俄明州荒郊野外的美國原住民猎人。馬龍作為電視劇原創角色[27]。马龙足智多谋，不信任陌生人[39]。
- 伊莱恩·迈尔斯（英语：Elaine Miles） 飾演 芙蘿倫斯（Florence）：馬龍的妻子，与丈夫居於懷俄明州荒郊野外[27]。弗洛伦斯沉稳而又幽默。与丈夫马龙不同，她不想在荒野中与世隔绝[39]。
- 斯托姆·瑞德 飾演 萊莉·艾伯（Riley Abel）：一名在末世中的波士頓出生的孤兒，與艾莉是军事学校时的摯友[40]。莱利从军事学校逃出后加入了火萤[41]。
- 史考特·雪柏（英语：Scott Shepherd (actor)） 飾演 大衛（David）：一名持有信仰的牧師，卻也是一名靠食人為生的邪教團首領[42][43]。他声称在疫情爆发后找到了上帝[44]。
- 特羅伊·貝克 飾演 詹姆斯（James）：邪教團的高層幹部，大衛的心腹[45]。在原作遊戲中貝克飾演主人公喬爾[46]。詹姆斯对大卫缺乏信心，但希望自己被视为与他等同的人，当艾莉的能力威胁到他的地位时，他感到自己受到了威胁[42]。
- 艾希莉·強森 飾演 安娜（Anna）[45]：艾莉的母親[47]。強森在原作遊戲中飾演艾莉[46]。安娜足智多谋，在分娩时杀死了一名感染者。她与玛琳关系密切，在生下艾莉后让玛琳负责照顾艾莉[47]。

#### 第二季
- 凱特琳·德弗 飾演 艾比（英语：Abby (The Last of Us)）：一名試圖為所愛之人報仇的女士兵，其世界觀也因此而受到改變[48][49]。
- 羅伯特·約翰·伯克 飾演 賽斯（Seth）：傑克森倖存者家園中的酒吧老闆，一名思想保守、對同性戀有偏見的前警察。
- 史賓賽·洛德（英语：Spencer Lord） 飾演 歐文（Owen）：前火螢，善良溫和的士兵，卻也必須和自己無冤無仇的人戰鬥[50]。
- 塔蒂·嘉布莉兒 飾演 諾拉（Nora）：前火螢，一名軍醫，難以接受自己過去的行徑[50]。
- 愛麗艾拉·貝拉（英语：Ariela Barer） 飾演 梅兒（Mel）：前火螢，一名醫生，在戰爭中努力覆行職責[50]。
- 丹尼·拉米雷斯 飾演 曼尼（Manny）：前火螢，艾比的忠誠同伴，個性比較衝。害怕自己會讓夥伴失望，儘管經歷過痛苦，仍然保持著樂觀態度[50]。
- 諾亞·拉曼娜（Noah Lamanna）飾演 凱特（Kat）：艾莉的前女友，與艾莉同樣身為酷兒。角色在原作遊戲中僅在艾莉的日記中被提及。
- 凱薩琳·奧哈拉 飾演 蓋兒（Gail）：喬爾的心理醫生，平時會與喬爾交換所需，但丈夫尤金一年前死於喬爾之手。較為厭世，能看出喬爾藏著心事。
- 傑佛瑞·萊特 飾演 艾薩克·迪克森（Isaac Dixon）：西雅圖民兵組織首領，曾出賣過聯邦對策局的前軍士。萊特同時在原作遊戲《最後生還者 第II章》中飾演該角色。
- 班·阿勒斯（Ben Ahlers）飾演 波頓（Burton）：士兵之一，曾經不諳世事而被迫與艾薩克為伍，經過多年已受激進化。角色作為電視劇原創角色。
- 喬西·佩克 飾演 賈諾維茲（Janowitz）：前西雅圖聯邦對策局的士兵之一。角色作為特別客串，在該集播出前未公佈。
- 阿蘭娜·烏瓦奇 飾演 罕拉漢（Hanrahan）：高階士兵兼領袖人物，11年前與艾薩克聯手推翻過西雅圖對策局。
- 海缇安·朴（英语：Hettienne Park） 飾演 伊莉絲·朴（Sgt. Elise Park）：中士，駐守在西雅圖湖畔醫院，兒子里昂誤入孢子感染區而忍痛將其隔離。
- 東尼·達爾頓 飾演 哈維爾·米勒（Javier Miller）：喬爾與湯米兄弟倆的父親，曾是德州奧斯汀的警察，多次對兩個兒子暴力相向，但本人也曾受過家暴。角色身為電視劇原創。
- 喬·潘托利亞諾 飾演 尤金·林登（Eugene Lynden）：蓋兒的丈夫，前火螢成員。角色在原作遊戲中僅提及，並以照片的形式現身。

## 集數
| 季數 | 集数 | 集数 | 首播日期      | 首播日期      |
| 季數 | 集数 | 集数 | 首映          | 季终          |
| ---- | ---- | ---- | ------------- | ------------- |
| 1    | 9    | 9    | 2023年1月15日 | 2023年3月12日 |
| 2    | 7    | 7    | 2025年4月13日 | 2025年5月25日 |

### 第一季
| 總集數 | 集數 （季） | 標題           | 導演              | 編劇                        | 首播日期      | 美國收視人數 （百萬） |
| --- | ----------- | -------------- | ----------------- | --------------------------- | ------------- | --------------------- |
| 1 | 1           | 迷失在黑暗之中 | 克雷格·麥辛       | 克雷格·麥辛 & 尼爾·德魯克曼 | 2023年1月15日 | 0.588                 |
| 2003年9月26日，一種源自蟲草菌突變所產生的真菌病藉由糧食傳播而快速演變成全球瘟疫，病菌將其人類宿主變成攻擊性強的嗜血怪物。住在美國德州奧斯汀的單身父親喬爾，陪同弟弟湯米迅速帶著自己的12歲女兒莎拉遠離淪陷的郊區，但莎拉在逃跑途中不幸被一名軍隊士兵槍殺。20年後，病毒肆虐導致人類文明崩塌，大部分倖存者聚集在各地的治安隔離區，其由災後成立的聯邦對策局（FEDRA）管理。住在波士頓隔離區的喬爾陪搭檔泰絲靠走私工作謀生，但身在懷俄明州的湯米突然失聯三星期，而喬爾本從當地黑幫手中買下的汽車蓄電池，反被黑幫賣給反對策局的地下組織「火螢」（Fireflies）。當喬爾和泰絲去向黑幫追討時，到後卻發現黑幫跟火螢的首領瑪琳起衝突而全滅。負傷的瑪琳向喬爾提出交易，只要他們能將一名十四歲女孩艾莉安全送至麻薩諸塞州議會大廈，即可讓他們交換任何所需物資。喬爾和泰絲不情願地答應瑪琳的條件，兩人帶艾莉趁夜間溜出隔離區，然而在不遠處被一名巡邏士兵發現。艾莉趁士兵對他們檢測病毒反應時捅刀，導致士兵即將對她開槍，為了不讓20年前的景象重演，喬爾憤怒地將該士兵活活打死。泰絲靠士兵的檢測儀器發現艾莉實為感染者，然而艾莉堅稱自己感染數星期卻倖免。為了躲避即將靠近的巡邏隊，三人被迫深入列為生化污染區的市中心。                        |             |                |                   |                             |               |                       |
| 2 | 2           | 染病           | 尼爾·德魯克曼     | 克雷格·麥辛                 | 2023年1月22日 | 0.633                 |
| 災情爆發的兩天前，來自印度尼西亞雅加達的真菌學教授拉特納·佩蒂維受當地警察傳喚，獲知當地麵粉穀物工廠爆發感染，經過解剖一具感染真菌的遺體後深感事態嚴重，建議政府靠轟炸城市來盡可能阻止感染擴散。時間回到現在，喬爾和泰絲陪被感染卻無症狀的艾莉度過一晚，得知有免疫力的她即將被火螢送往美國西部作為研製疫苗的來源，但喬爾仍對此半信半疑。三人穿越千瘡百孔的都市中心前去議會大廈，由於通往大廈的主幹道佈滿一大群感染者，三人只好走入一間博物館繞路。但博物館中有兩隻突變宿主「循聲者」，雖看不見卻能靠聲音行進；艾莉行進過程中不慎發出聲響而被咬傷，但也為喬爾和泰絲製造機會殺死兩隻循聲者。三人抵達大廈後卻發現駐守該地的火螢成員全數喪生，基於其中一人被感染而促使他們自相殘殺。幾近絕望的泰絲向喬爾揭示自己在博物館不慎受感染，而艾莉的傷口則開始愈合，以此證實艾莉免疫。而現場一名死去的火螢成員淪為感染者起身時被喬爾槍殺，卻造成城中徘徊的大量感染者受地下密集菌絲感應而集體奔向大廈。泰絲希望喬爾能將艾莉安全送達火螢手中，同時決定犧牲自己為兩人爭取時間，並叫喬爾先帶艾莉去找熟人比爾和法蘭克。當喬爾和艾莉離開後，泰絲將整座大堂倒滿汽油，等到感染者們集體破門湧入後引燃，伴隨眾感染者葬身火海。        |             |                |                   |                             |               |                       |
| 3 | 3           | 很久很久以後   | 彼得·霍爾         | 克雷格·麥辛                 | 2023年1月29日 | 0.747                 |
| 比爾是一名生活在麻薩諸塞州林肯鎮的生存主義者，早在2003年災情爆發前就在自家的地下堡壘中囤積物資與武器、做好充足準備，等到軍方疏散居民結束後獨享人去樓空的小鎮，同時在周邊搭建圍欄、佈下層層陷阱而享受一人世界。直到4年後，一名從淪陷的巴爾的摩隔離區死裡逃生的倖存者法蘭克逃到比爾的圍欄門口求助，比爾原先不情願地請他進家門，並分給他衣物與美味佳餚，但法蘭克漸漸看出比爾的孤獨，乃至與他發生關係而建立起情侶關係。兩人共同在小鎮上生活3年後，法蘭克打算接觸外界而靠無線電結識來自波士頓的走私客喬爾和泰絲，四人從此達成友誼、建立通訊暗號而隨時交換所需。後來小鎮的圍欄被一群強盜團試圖入侵時摧毀，比爾不得不聯繫喬爾交換加固用的器具。兩人接著繼續朝夕相處整整10年，漫長的時光使他們都年事已高，而法蘭克不幸罹患絕症，認為自己時日不長後希望比爾能協助自己安樂死，但比爾覺得自己同樣過完美好的一生，把握最後的時光與法蘭克成婚，兩人在晚餐後共同以服藥過量的方式而在睡夢中與世長辭。不久，剛離開波士頓的喬爾和艾莉來到小鎮，靠比爾生前在桌上留下的一封信得知兩人的辭世。比爾在信中希望喬爾也能像自己一樣找到全新的使命，並將屋內的一切全部留給他繼承。喬爾於是拿上各種所需，陪艾莉開著比爾遺留的卡車上路。   |             |                |                   |                             |               |                       |
| 4 | 4           | 請握住我的手   | 傑瑞米·韋布       | 克雷格·麥辛                 | 2023年2月5日  | 0.991                 |
| 喬爾和艾莉駕車長途跋涉前往湯米所在的懷俄明州，打算靠曾是火螢成員的湯米打探組織的情報，旅途中問起各自的過去打發時間，而艾莉對自己的過去則是一言不發。兩人開始跨越滿目淒涼的密蘇里州，駛入堪薩斯城時因前方受阻而進入都市圈內繞路，然而被街邊的幾名強盜發現行蹤。卡車中埋伏迫使喬爾和艾莉棄車，喬爾首先槍殺兩名強盜，卻未察覺到從後門闖進來的第三人而幾近被掐死。艾莉取出從法蘭克抽屜內偷拿的手槍進行射擊，讓喬爾重新佔上風而將強盜殺死。這群武裝強盜實屬本地的革命軍團，十天前在領袖凱薩琳的帶領下推翻當地對策局掌控城市，而凱薩琳得知損失三人後下令全城搜索入侵者蹤跡，過程中也在緝拿一對叛逃兄弟亨利和山姆。軍團副指揮派瑞在搜索過程中，發現一間地下儲藏室的地面正在發生不尋常“鼓動”，但被凱薩琳下令事後再處理。喬爾為了能更好的瞭望城市來安排出城路線，當晚帶艾莉藏身至一座高樓內，為了避免敵襲而陪她爬樓梯至第33層過夜。而當兩人半夜醒來時，出現在他們面前的人則是亨利和山姆兄弟倆。 |             |                |                   |                             |               |                       |
| 5 | 5           | 忍耐，活下去   | 傑瑞米·韋布       | 克雷格·麥辛                 | 2023年2月12日 | 0.382                 |
| 亨利和山姆與喬爾和艾莉達成暫時休戰的共識，靠熟悉城市的亨利負責帶路，再由喬爾負責清除障礙來逃離城市。四人靠地下的維修隧道向城外行進，艾莉很快跟年齡相近的山姆玩在一起，而亨利私下跟喬爾透漏自己曾為了救罹患白血病的山姆，不惜為對策局擔任走漏風聲的“通敵者”，也因此害死革命軍團的前任領袖、亦是凱薩琳的哥哥。喬爾一行人剛離開隧道，卻在城市邊境的住宅區受到一名狙擊手牽制，喬爾雖然迅速上樓殺死該狙擊手，卻發現他已通知凱薩琳帶隊前來展開圍捕。亨利本決定獨自走出去投降，為其他人爭取逃跑時間，直到一輛被喬爾開槍擊中導致撞入住宅的軍團卡車突然下陷至地底，當場釋出被對策局驅趕至地下封鎖長達數年的成群感染者，還包括一隻突變宿主「巨無霸」。派瑞等大部分革命份子全部難逃劫數，執意要復仇的凱薩琳最終被一隻循聲者咬死，喬爾掩護混亂中的艾莉、亨利和山姆突圍至城外的汽車旅館中過夜。亨利準備帶山姆加入喬爾的行列時，房間裡的山姆卻向艾莉透漏自己突圍期間被咬傷腿部。艾莉本試圖靠自己的免疫血挽救他，但最終沒有起效，使山姆隔天一早淪為感染者襲擊艾莉。不知所措的亨利被迫槍殺弟弟山姆，深感內疚、絕望及崩潰之下舉槍自盡。喬爾和艾莉將兄弟倆埋葬在旅館旁，以此彌補沒能救他們的過失，隨後收拾東西繼續上路。         |             |                |                   |                             |               |                       |
| 6 | 6           | 血濃於水       | 亞斯米拉·日巴尼奇 | 克雷格·麥辛                 | 2023年2月19日 | 0.841                 |
| 喬爾和艾莉離開堪薩斯城後，花費3個月抵達懷俄明州，受到一對生活在荒郊野外的老夫妻馬龍和芙蘿倫斯指引，找到一座位於傑克遜、由大量倖存者群居的自立社區。剛進家園，喬爾欣喜地找到在當地平安生活的弟弟湯米而團圓，並得知他已跟社區領袖瑪麗亞結婚，而瑪麗亞也懷有一子。喬爾和艾莉得到豐盛的食物、乾淨衣物、以及位於瑪麗亞家正隔壁的一間住處；而艾莉與瑪麗亞獨處時獲知喬爾失去女兒莎拉的過往時，喬爾私下跟湯米透漏關於艾莉的免疫以及自己的護送使命。但喬爾由於近期精神狀況不佳、不但噩夢纏身、還屢次恐慌發作，深感力不從心的自己無法繼續保護艾莉，因此希望熟悉當地路徑的湯米代替自己護送。但艾莉偷聽到這一切，本想以相互理解的安慰方式挽留他，喬爾卻執意他們倆隔早即分道揚鑣。經過一晚上的思考，喬爾最終改變心意而繼續使命，帶上艾莉騎馬離開家園前往火螢駐守的東科羅拉多大學。兩人一路上有說有笑，喬爾還幫艾莉練習射擊，使他們逐漸產生父女般的情誼。但兩人抵達大學時卻發現當地的火螢組織早已撤空，靠現場留下的地圖獲知對方已遷至猶他州鹽湖城的聖瑪麗醫院。這時有四名掠奪者闖入大學四處搜刮，喬爾帶艾莉僥倖騎馬逃生，但過程中被迫殺死一人而被刺傷腹部，最後因失血過多而跌下馬陷入昏迷，留下艾莉一人不知所措。            |             |                |                   |                             |               |                       |
| 7 | 7           | 被留下的人們   | 莉莎·強森         | 尼爾·德鲁克曼               | 2023年2月26日 | 1.083                 |
| 艾莉緊急將受傷的喬爾抬進距離最近的廢屋中搶救，但喬爾希望艾莉扔下他回去傑克遜找湯米，剛要出門離開的艾莉卻不由地回憶起一段過往。幾個月前，身為孤兒的艾莉在波士頓隔離區由對策局管理的軍校受訓，無依無靠又愛闖禍的她被管理軍校的鄺上尉奉勸，只要遵守規則即可成為領袖。當天夜裡，艾莉失蹤三星期的室友萊莉偷溜回來，表示自己這段期間加入火螢組織後開闊視野，同時透漏她為艾莉準備一個驚喜。萊莉硬拉著艾莉進入一間廢棄購物中心享受一晚上的玩樂，艾莉連續接觸電動扶梯、旋轉木馬、照相亭、以及電子遊樂場，但也碰巧發現萊莉其實替火螢留守此處且看管軍械的真相，一度無法接受卻也得知萊莉隔天即將被火螢派去亞特蘭大站點、因此打算離開前陪艾莉享受最後一天。艾莉因此陪萊莉在一間萬聖節化裝用品店共舞，同時親吻萊莉而希望她能留下來陪她，然而兩人的玩樂聲不慎驚動到一隻棲息的感染者。艾莉和萊莉雖然殺死該感染者，但代價是她們倆都被咬傷而受感染，絕望之下決定繼續把握最後的時間守在一起直到殉情，然而最後只有艾莉靠免疫力撐了下來。時間回到現在，艾莉回想起萊莉生前說過的“不到最後決不放棄”的忠言，因此選擇不離開、而是努力尋找任何有用工具，最後成功找到一副縫紉工具而立刻回去幫喬爾縫合傷口，成功挽救其一命。               |             |                |                   |                             |               |                       |
| 8 | 8           | 在我們有需要時 | 阿里·阿巴西       | 克雷格·麥辛                 | 2023年3月5日  | 1.039                 |
| 艾莉為受傷靜養的喬爾外出打獵尋找食物，意外撞見一名牧師大衛與他的心腹詹姆斯，得知他們與一部分人住在山下度假村。由於大衛面臨著食物危機，而艾莉為了讓喬爾迅速康復，因此不得不用打到的獵物跟他們交換青霉素。在等待詹姆斯回去取藥時，大衛留下來靜下心跟艾莉交流，表示自己是在災變之後接受信仰，而原先居住的匹茲堡隔離區於六年前淪陷後，推動他成為群體首領、一路遷居至此處。然而艾莉從大衛的話中得知，喬爾受傷前殺死的掠奪者亦是大衛的信徒，深感不妙之下拿上藥火速跑回藏身屋，卻仍無法叫醒喬爾。大衛隔早即帶人前來掃蕩，艾莉試圖騎馬將他們引開卻不慎摔下馬遭俘虜，另外三名信徒繼續尋找喬爾，但所幸喬爾及時清醒殺死一人，並刑求另外兩人逼供出度假村的位置。大衛將艾莉置於牢籠試圖進行洗腦，而艾莉發現大衛其實將人肉剁來餵給自己人，因此拒絕與他同惡相濟。失望的大衛決定將艾莉剁成食物，直到艾莉展示被感染的咬痕而藉機奪刀砍死詹姆斯，跑到一樓的餐廳與大衛決一死戰。兩人的血鬥使整間餐廳著火，大衛將艾莉按倒在地後意圖强奸她，但艾莉僥倖夠到菜刀而奮力將大衛活活砍死，一人走出付之一炬的餐廳。後來趕到的喬爾找到驚嚇過度的艾莉，緊緊擁抱她進行安撫後，兩人扶持著彼此離開村子。                                         |             |                |                   |                             |               |                       |
| 9 | 9           | 尋找那道光     | 阿里·阿巴西       | 克雷格·麥辛 & 尼爾·德魯克曼 | 2023年3月12日 | 1.040                 |
| 艾莉出生時被母親安娜冒著被感染者襲擊且受到感染的巨大風險生下來，安娜將女兒託付給自己一生的摯友瑪琳撫養長大，最後由瑪琳忍痛槍殺。時間回到現在，艾莉陪伴喬爾抵達鹽湖城，而喬爾逐漸對艾莉產生真正的父女感情，打算說服艾莉打消完成使命的念頭。然而歷盡萬難的艾莉仍堅持善始善終，但承諾事後會陪喬爾繼續走下去。兩人靠近醫院時中火螢組織埋伏，被震昏的喬爾醒後遇見早已抵達的瑪琳，其感謝喬爾幫她們完成使命。然而，瑪琳解釋艾莉免疫源於出生時就與蟲草菌“共生”，唯有靠腦部手術才能提取出體內的蟲草菌並研製疫苗。喬爾意識到這會讓艾莉在不知不覺中付出生命，無法對此視而不見而奪下衛兵的槍、一夫當關血洗整間醫院，乃至走進手術室槍殺拒絕讓步的首席醫生，抱著麻醉昏迷的艾莉至停車場。瑪琳出面阻攔且希望喬爾能回心轉意，但意志堅決的喬爾將她毫不猶豫地槍殺，以確保艾莉再也不會落入火螢之手。喬爾駕車帶艾莉離開城市，同時被迫對恢復清醒的艾莉隱瞞剛剛發生的一切，謊稱火螢持有多數免疫小孩，但仍無法製出解藥且集體遭掠奪者殲滅。對此半信半疑的艾莉決定接受這一現實，喬爾也終於從20年的陰影中解脫。就在兩人即將回到傑克遜時，艾莉表露自己這趟旅程產生的內疚感，希望喬爾向她發誓關於火螢的所言都是“真相”，而喬爾僅回答“是的”。 |             |                |                   |                             |               |                       |

### 第二季
| 總集數 | 集數 （季） | 標題       | 導演               | 編劇                                      | 首播日期      | 美國收視人數 （百萬） |
| --- | ----------- | ---------- | ------------------ | ----------------------------------------- | ------------- | --------------------- |
| 10 | 1           | 未來日子   | 克雷格·麥辛        | 克雷格·麥辛                               | 2025年4月13日 | 0.938                 |
| 喬爾與艾莉從鹽湖城返回傑克森倖存者家園過去五年，兩人原本如膠似漆的關係卻在某個時間段變得疏遠。現已19歲的艾莉獨居在車庫中，用刺青掩蓋右手臂上的感染痕跡，與兩個摯友狄娜和傑西為伴。試圖與艾莉修復關係的喬爾找上本地心理醫生蓋兒咨詢，而蓋兒看出喬爾有著心事且備受煎熬，不惜將自己對於亡夫尤金死於喬爾之手的怨恨說出，都沒有讓喬爾講出心裡話，對於艾莉僅用一句「我拯救了她」的方式代過。在一次外出巡邏中，堅持前去的艾莉與狄娜不聽隊長凱特的指示，進入一間荒廢超市內殺死一隻「循聲者」。但艾莉不慎因地板腐蝕而墜至一樓，遭遇棲息裡面的一隻「跟蹤者」攻擊且咬傷腹部，所幸靠身體的免疫力而倖免於難，回去後將咬痕偽裝成普通外傷。新年前夕，全體居民慶祝跨年，艾莉與狄娜在舞會上共舞乃至當眾親吻，但受到恐同的酒吧老闆賽斯言語攻擊，喬爾二話不說怒推賽斯一把，但這麼做反而讓艾莉更加生氣，表示自己不需要喬爾幫忙。即使後來遇到喬爾在家門前遇到彈奏吉他，艾莉也選擇跟他擦肩而過。當地下密集的感染者菌絲透過破舊水管開始一路延伸至家園內部時，以艾比為首的幾名「火螢」殘黨開始悄悄靠近家園，準備為五年前在鹽湖城醫院中遭喬爾屠殺的所有火螢成員報仇雪恨。                                                                      |             |            |                    |                                           |               |                       |
| 11 | 2           | 穿過山谷   | 馬克·麥羅德        | 克雷格·麥辛                               | 2025年4月20日 | 0.643                 |
| 艾比一行人在傑克森家園附近山上的一棟屋子內休息，但集體意識到非但無法接近或潛入易守難攻的家園，就連喬爾住在哪都無從得知。其中歐文正要考慮打道回府，但不甘心空手而歸的艾比決定獨自前去。四周偵查期間，艾比不慎驚動埋入雪中的一大群感染者，受追殺的她一路跑到附近的工廠後被喬爾挽救一命，而他當時正在跟狄娜一起巡邏；艾比透過狄娜的喊聲得知面前的男人就是喬爾。感染者群體透過感應地下菌絲轉而攻向家園，迫使湯米帶領居民們全副武裝展開激烈的攻防戰，直到一頭「巨無霸」襲來撞開圍墻，使感染者入侵家園內部釀成大量死傷。艾比順勢將喬爾和狄娜騙回自己同伴所在的屋子後拔刀相向，梅兒聽令對狄娜注射微量麻醉藥而讓她睡著，艾比揭示自己就是五年前被喬爾在鹽湖城醫院槍殺的手術醫生之女兒，這次前來亦是為父親以及死去的18名火螢同伴報仇。艾比先後用散彈槍與高爾夫球棒將喬爾毆打至重傷，直到艾莉順著馬的蹤跡一路跟到屋子裡目睹慘狀。被強行按倒在地的艾莉無助的看著艾比手刃喬爾的性命，哭喊著自己一定會殺死她們所有人，完成復仇使命的艾比一行人選擇放過艾莉與狄娜而打道回府。攻防戰結束的家園內部開始清點死者、收拾殘局，艾莉抱著喬爾死去的遺體悲痛不堪，而傑西隨後趕到而伴隨艾莉與狄娜共同將喬爾的遺體裹入袋中帶回家園。            |             |            |                    |                                           |               |                       |
| 12 | 3           | 道路       | 彼得·霍爾          | 克雷格·麥辛                               | 2025年4月27日 | 0.768                 |
| 傑克森攻防戰與喬爾之死過去三個月，小鎮仍然在恢復階段，留醫三個月才康復出院的艾莉首先回到喬爾的家中，捧著其遺物默默哭泣。直到狄娜前來探訪並供述自己三個月來都沒有說出的情報，自己曾看到殺死喬爾的艾比一行人佩戴駐西雅圖、由前火螢成員集結而成的「華盛頓解放陣線」（WLF）的徽章。兩人透過湯米召開全鎮會議來決定是否要派出小隊前去為喬爾報仇，但大部分人因擔心小鎮安危、加上不甘願為報仇深陷險境而持以反對。孤掌難鳴的艾莉決定親自動手，狄娜也自願跟她一同前去，提供她充足的物資以及自己事先規劃好的路線。而會議期間唯一支持艾莉的賽斯，同樣協助她們夜間偷偷離開小鎮，並給艾莉一把狙擊槍。踏上旅程前，艾莉來到喬爾的墓前留下咖啡豆，騎著馬陪狄娜長途跋涉趕往西雅圖，兩人扎營過夜期間討論在新年前夕舞會上的一吻，聲稱那只是“一夜激情”，而兩人隨後聊到傑西對此的看法，狄娜也擔心是自己害傑西的情緒受影響。數日後，兩人抵達西雅圖附近的森林公路，卻發現陳屍在森林中的大量臉上有疤痕的遺體，其中包括一名不到十歲的小女孩；殘忍的場面導致狄娜一度惡心到吐，艾莉也咬定絕對是艾比所屬的、俗稱「狼幫」（Wolves）所為。隨著兩人開始進入城市，發現城市看上去一片安寧而足以應付，卻不知道人數眾多的士兵正在市內路上行軍。                    |             |            |                    |                                           |               |                       |
| 13 | 4           | 第一天     | 凱特·赫倫          | 克雷格·麥辛                               | 2025年5月4日  | 0.774                 |
| 2018年，原是西雅圖聯邦對策局軍士的艾薩克·迪克森，靠炸死一車下屬的方式轉而投靠陣營，唯獨放過一名年輕士兵波頓。11年後的現今，艾薩克已成為領袖，將一名寧死不屈的邪教「塞拉菲特」、俗稱「疤臉幫」的俘虜刑求致死，甚至獲知已有不少WLF士兵轉去投靠塞拉菲特。艾莉與狄娜開始在西雅圖的第一天，在國會山街上找到當年對策局與爆發內戰後的殘骸，兩人在一間音樂用品店等待時機，艾莉用吉他為狄娜演奏《帶我走》，表示喬爾生前教會她彈吉他。夜間，兩人潛入WLF駐守的舊電台廣播中心，卻找到數名已被塞拉菲特殘忍殺害的士兵遺體，所有人都以肚破腸流之方式吊起來示眾。這時的援軍趕到，兩人狂奔至附近的地鐵站，而追兵趕到時不慎驚動棲息在地鐵站中的大量感染者，只有艾莉與狄娜僥倖逃生。艾莉為了救狄娜而使自己的手臂被咬，兩人逃入一間荒廢劇院躲避，但不知艾莉免疫的狄娜做好忍痛槍殺她的準備，直到艾莉跟狄娜保持距離且挺過數小時來證實免疫。狄娜最終放下戒心並坦白自己懷孕的事實，隨即上前與艾莉發生性關係而度過一晚，供述孩子父親是傑西，但自己希望跟艾莉與孩子組建家庭度過餘生。這時，兩人靠偷拿的WLF對講機得知市區爆發戰況，而艾比的同伴之一諾菈正在湖畔醫院待命。在狄娜的堅持隨行下，艾莉帶著她動身前去醫院。                            |             |            |                    |                                           |               |                       |
| 14 | 5           | 感受她的愛 | 史蒂芬·威廉斯      | 克雷格·麥辛                               | 2025年5月11日 | 0.652                 |
| 艾莉與狄娜決定透過一間不會看守的廢棄倉庫前往諾菈所在的湖畔醫院，而狄娜即使有孕在身、基於自己曾經家破人亡且有過復仇經歷的童年陰影，說服艾莉必須善始善終。但在倉庫中，兩人遭遇大量「跟蹤者」襲擊而幾近全滅，直到一路追蹤而來的傑西開槍救下她們後撤退至森林公園中。傑西表示自己與湯米一路尾隨她們至西雅圖且分頭行動，同時也斥責兩人的魯莽行為。三人在森林中目睹數名塞拉菲特成員將一名俘兵割腸殺害作為“祭獻”，隨即暴露行蹤而受多人追殺，艾莉叫傑西將腿中箭的狄娜緊急帶回劇院治療，自己將敵人引開後獨自潛入醫院。艾莉找到治療傷兵工作結束的諾菈後用槍質問艾比的下落，但諾菈非但對喬爾之死無悔意，甚至抵抗逃跑並大聲求救。當諾菈試圖透過電梯井逃跑時，卻因為纜繩斷裂而掉進醫院地下的隔離區域繼續逃亡，尾隨下去的艾莉發現地下已佈滿蟲草菌混入空氣中的孢子，導致吸入大量孢子的諾菈很快虛弱不堪，唯獨艾莉不受影響。諾菈由此發現艾莉確實免疫，但也以喬爾五年前在鹽湖城醫院中屠殺數人的行徑、其中包含世上唯一能做出疫苗的艾比之父來為自己辯解。但復仇心切的艾莉完全不理會她的懇求，還表示自己早已知情五年前的真相，盛怒之下舉起一旁的鐵管，開始對無力抵抗的諾菈進行毆打、刑求且質問艾比的所在處。                                |             |            |                    |                                           |               |                       |
| 15 | 6           | 代價       | 尼爾·德魯克曼      | 尼爾·德魯克曼 & 哈雷·格羅斯 & 克雷格·麥辛 | 2025年5月18日 | 0.701                 |
| 1983年，年少的喬爾與湯米因非法購買大麻而受他們的警察父親哈維爾指責，而哈維爾本身也在家暴環境中長大，因此勸導喬爾未來當一個比他更好的父親。成年後，在傑克森定居的喬爾固定每一年為艾莉慶祝生日；在艾莉15歲時，喬爾將自己手工打造的吉他送給她，上面刻有艾莉自創的飛蛾圖案。16歲時，喬爾帶艾莉參觀一間荒廢的博物館，體會恐龍展覽以及進入阿波羅15號模型中體會當太空人與模擬發射升空的樂趣。然而17歲時，喬爾撞見艾莉跟女友凱特幽會以及在手臂上刺青而爆發爭吵，艾莉因此搬入車庫中居住。19歲時，艾莉逐漸對鹽湖城的事發經過產生懷疑，與喬爾外出巡邏時遇到蓋兒的丈夫尤金。已受感染的尤金請求他們將自己帶回家園見妻子最後一面，但喬爾才剛向艾莉保證會幫忙，最終將尤金帶至湖邊進行槍決，回去後以善謊來安慰蓋兒。對此失望至極的艾莉由此證實喬爾同樣對五年前的經過撒謊，向蓋兒揭穿喬爾的真正所為後與他決裂。9個月後，喬爾在新年舞會衝突過後回到家門口彈吉他，原本選擇無視他的艾莉最終折返回去找他談話。在艾莉的極力追問下，喬爾最終坦白五年前的真相，承認自己所做的一切都是為了救她一命；即使是違背艾莉的意願，但表示自己願意背負相應的代價。本對此無法接受的艾莉，最終決定嘗試著原諒喬爾。回到現在，剛殺完諾菈的艾莉一路返回劇院。 |             |            |                    |                                           |               |                       |
| 16 | 7           | 會合       | 妮娜·洛佩茲-科拉多 | 尼爾·德魯克曼 & 哈雷·格羅斯 & 克雷格·麥辛 | 2025年5月25日 | 0.680                 |
| 艾莉返回劇院與傑西和狄娜會合，由於被自己的暴力行徑所動搖，艾莉向狄娜坦白五年前的真相，縱使狄娜同樣決定結束復仇返家。隔天早上，艾莉與傑西動身去與湯米會合，但兩人在前去的路上爭吵不斷，源於傑西意識到狄娜懷孕，為了自己未出世的孩子以及家園著想而打算平安返家。艾莉最終與他分開行動，獨自前去艾比疑似身在的西雅圖水族館，但她坐快艇穿越風暴去水族館時，被大浪沖至塞拉菲特的島上而被俘。艾莉本即將被塞拉菲特成員吊起來割腸殺害，但島上村莊恰好被艾薩克率領WLF軍團襲擊，才使艾莉逃過一劫、繼續乘坐快艇潛入水族館。艾莉在館內找到歐文與梅兒，用槍脅迫兩人說出艾比的下落，由於歐文試圖拿槍，導致艾莉開槍殺死歐文、卻也波及有孕在身的梅兒導致其流血不止。梅兒臨死前懇求艾莉對自己進行剖腹產以救自己的孩子，但驚慌失措又毫無經驗的艾莉，最終眼睜睜看著梅兒與腹中孩子一屍兩命。對此痛心疾首的艾莉被隨後趕到的湯米與傑西接回劇院，同時也徹底醒悟而跟他們達成共識。然而這時，失去朋友而陷入狂怒的艾比持槍衝入劇院挾持湯米，先衝出門的傑西不幸被槍殺，迫使艾莉走出來舉手投降，並坦白自己的身份與所作所為。艾比怒斥艾莉白白浪費自己當初讓她活命的機會，毫不留情地向艾莉開槍。時間回到三天前，艾比在WLF的體育場總部中迎接新命令。  |             |            |                    |                                           |               |                       |

## 製作

### 開發
2013年顽皮狗工作室開發的電子遊戲《最後生還者》發售之後，改編電影于2014年3月宣布，由遊戲编剧和創意总监尼爾·德魯克曼執筆編劇，山姆·雷米擔當製片人，該項目于2016年進入開發地獄，最终在2019年合作宣告终止。由于顽皮狗的另一游戏系列《神秘海域》的改编电影开发的前车之鉴，德鲁克曼在与电影和电视工作室谈判时就确保了具体的情节要点；与《神秘海域》相比，他觉得自己在《最后生还者》的创作和开发过程中参与得更多，并一直希望以某种方式参与该作的改编。2018年，编剧兼导演克雷格·麥辛被PlayStation Productions公司找到，收到了一份可能适合改编成电视剧的游戏清单，他注意到《最后生还者》不在清单上，因为这部作品将被改编成电影；麥辛对此感到很失望，觉得将其制作成电视剧更合适。麥辛是《最后生还者》的粉丝，玩过大约12次，德鲁克曼也是麥辛开创的电视剧《切尔诺贝利》的粉丝。2019年，两人共同的好友香农·伍德沃德将麥辛介绍给德鲁克曼，德鲁克曼同意麥辛的看法，认为《最后生还者》需要电视剧的长度和节奏，他们在见面后大约一周向HBO提出了该剧。
2020年3月，HBO宣布电视剧改编处于籌劃阶段，劇情预计覆盖第一款游戏，并可能涉及2020年發售的續集遊戲《最後生還者 第II章》中的部分情節。麥辛和德魯克曼被任命为編劇和執行製片人，同時增添卡洛琳·史特勞斯和顽皮狗工作室联席總裁埃文·韦尔斯為執行製片人。為兩款原作遊戲作曲的古斯塔沃·桑塔歐拉拉回歸為影集創作原聲音樂。影集由索尼影視電視、和顽皮狗工作室聯合製作。《最後生還者》是製作的首部影集。制作以公司的名义进行。2020年6月，曾在《切尔诺贝利》中与麥辛合作的約翰·倫克確定擔當執行製片人，同時執導試播集。同年11月，因應2019冠狀病毒病疫情導致檔期衝突，倫克退出了制作。2020年11月20日，HBO正式宣布為影集開綠燈，增添的阿薩迪·齊茲比什（Asad Qizilbash）和卡特·斯旺（Carter Swan）為執行製片人，公司參與製作。
2021年1月，參與製作，卡特米爾·巴拉戈夫確定執導試播集。巴拉戈夫多年來一直有興趣執導遊戲改編影集，准备執導前幾集。2022年10月，巴拉戈夫表示自己在一年前因创作分歧而离开了这个项目。2021年2月，蘿絲·林（Rose Lam）被增添為執行製片人。2021年3月15日，製作組在加拿大亞伯達省的卡爾加里開啟前期製作，麥辛于5月抵达卡爾加里。2021年4月，阿里·阿巴西和潔絲米拉·茲巴尼奇確定擔當導演。2021年7月，加拿大导演协会透露彼得·霍爾被指派为导演，麥辛和德鲁克曼分别于8月和9月确定担当导演，莉莎·強森和杰瑞米·韦布（Jeremy Webb）于次年1月被增添為導演。2月，德鲁克曼确认他执导了其中一集。在卡尔加里和洛杉矶间往返几个月后，由于对麥辛充满信任，德鲁克曼决定回到洛杉矶继续履行在顽皮狗公司的义务，远程提供建议。《最后生还者》第一季原定十集，但制作过程中由于HBO高层认为第一集无法吸引观众回头，前两集被合并（22:27），最终改为九集。
《最后生还者》被认为是加拿大史上最大规模的电视制作，预计将为艾伯塔省带来超2亿加元的收入。有来源称每集的预算约为1000万至1500万美元；《纽约客》称该剧的预算超过了《权力的游戏》前五季中的每一季。卡尔加里的电影专员表示，《最后生还者》选择在艾伯塔省进行制作的部分原因是政府在2021年决定取消每个项目1000万加元的租稅扣抵上限。加拿大艺术家工会IATSE 212称该剧使工会成员和就业人数增加了30%。第一季涵盖了原作游戏及其可下载扩展包《最後生還者：拋諸腦後》（2014年）的剧情。德鲁克曼和麥辛在一次采访中暗示第二季将涵盖续作《最後生還者 第II章》（2020年）的剧情，麥辛则希望将《第II章》改编成不止一季，并表示不希望让电视剧领先于原作游戏的剧情。该剧的编剧亦在确保角色的发展能足以应对更多的季数。2023年1月27日，即该剧首映后两周内，HBO宣布续订《最后生还者》第二季。第二季的编剧室于同年2月在洛杉矶成立。

### 選角

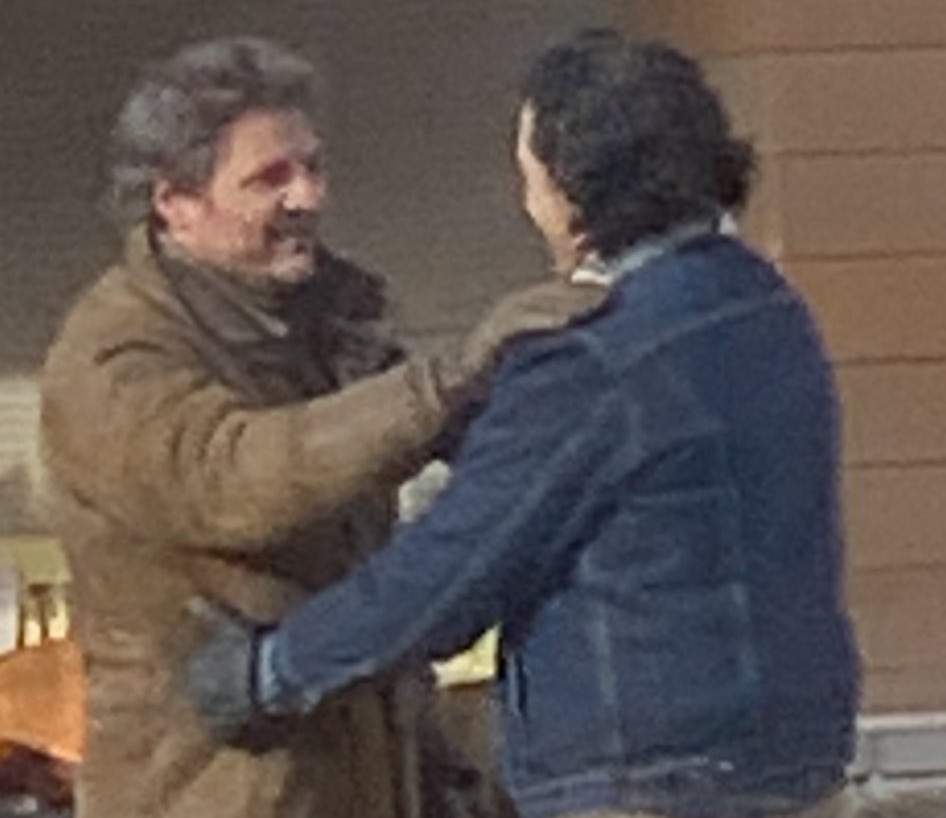
2021年11月，佩德羅·帕斯卡（左）和蓋布瑞·盧納（右）在艾伯塔省坎莫尔的拍摄现场

由于2019冠狀病毒病疫情，选角工作几乎均通过Zoom进行。选角导演维多利亚·托马斯（Victoria Thomas）希望在尊重游戏的同时不受其限制。麥辛和托马斯试图寻找高知名度的演员，托马斯表示该剧的许多客串演员通常不只客串一集。2021年2月10日，佩德羅·帕斯卡和貝拉·拉姆齊確定出演男女主角喬爾和艾莉。同日，報道稱馬修·麥康納拒絕出演喬爾之後，製作方邀請馬赫夏拉·阿里出演該角色。《好萊塢報導》稱馬赫夏拉·阿里確實有望在影集中出演某個角色，但是雙方未能達成協議。原先考虑参演电影版的女演员，如麦茜·威廉姆斯和凯特琳·德弗，在电视剧开始制作时都因太老而不被制作团队所考虑。制片人主要寻找能够单独体现乔尔和艾莉以及模仿他们关系的演员（14:42）。 帕斯卡和拉姆齐在开拍前并没有见过面，但制作中两人很快产生了紧密的关系。
2021年4月15日，蓋布瑞·盧納確定出演湯米。2021年5月27日，梅爾·丹德里奇確定出演瑪琳，她同時在原作遊戲中為該角色完成動作捕捉與配音。同月，在卡爾加里、麥克勞德堡、海里弗和萊斯布里奇發布招募臨時演員的通知，招募对象为所有18岁以上人士，最好拥有1995至2003年的车辆。2021年6月30日，妮可·帕克確定出演莎拉。2021年7月15日，傑弗里·皮爾斯、莫瑞·巴特利特和康·歐尼爾參演影集，分別出演派瑞、法蘭克和比爾。2021年7月22日，安娜·托芙確定出演泰絲。2021年12月5日，巴特利特称尼克·奧佛曼将出演一个与他关系接近的角色；两天后，奥夫曼宣布出演比爾，取代因档期安排冲突而被迫退出的康·歐尼爾。12月9日，导演茲巴尼奇公布了葛拉罕·葛林、伊蓮·麥爾斯和露蒂娜·衛斯理的选角。
2022年1月14日，斯托姆·瑞德確定出演萊莉·艾伯。同年2月，麥辛宣布招募一名8-14岁，精通美国手语或美国黑人手语，且有听觉障碍的黑人男孩参演，聋人西部剧院证实这是为了山姆这个角色。同年6月，德鲁克曼宣布曾为原作游戏的男女主角完成动作捕捉与配音的特羅伊·貝克和艾希莉·強森将出演该剧，两人饰演的角色在12月公布。同年8月，拉瑪爾·強森確定出演亨利，凱佛恩·伍達德（Keivonn Woodard）確定出演山姆，同时葛拉罕·葛林飾演馬龍和伊蓮·麥爾斯飾演芙蘿倫斯的消息也得到了官方确认。同年9月发布的先导预告片披露了梅蘭妮·林斯基将飾演凱薩琳，12月发布的首部预告片披露了史考特·雪柏将飾演大衛。次年1月9日，露蒂娜·衛斯理確定出演瑪麗亞。

### 劇本
该剧为后末日题材剧情片和驚悚片，由麥辛和德魯克曼執筆編劇。德鲁克曼在目睹了麥辛对游戏故事的热情后，确信他是该剧的理想创作伙伴，并称他为故事的共同父母（co-parent）。麥辛表示，由于原作游戏的叙事能力，该剧可能代表了电子游戏改编电影和电视剧的典范转移，并称“[HBO高管]只需在Google上花20分钟就会意识到《最后生还者》是电子游戏叙事中的”。
德鲁克曼认为改编游戏最重要的是“保留灵魂”，尤其是角色间的关系，而游戏性和动作场面的重要性则微乎其微。麥辛稱改編影集是為了填充內容和擴展情節，而不是刪減劇情。麥辛表示影集避免直線敘事的故事線，會增添一些原始故事中不存在的隨機遭遇。他補充稱影集還會加入從遊戲中刪除的內容，包括德魯克曼向他透露的一個「令人驚愕的」情節。德魯克曼稱影集劇本中的台詞有些直接取自遊戲中的對話，有些則有很大的改編。在HBO的鼓励下，遊戲中一些重度动作场面被刪改，著重於角色之間的戲劇衝突。德鲁克曼指出，该剧采取了与电影《神秘海域》（2022年）相反的改编方法：《神秘海域》讲述的是一个全新的故事，仅挑选原作游戏的部分片段给观众以一种“《神秘海域》的味道”；而《最后生还者》则是忠于原作的改编，仅与原作有微小的差别，例如加入了游戏中不会出现的角色视角切换。德鲁克曼也感到在编写该剧时可以从乔尔和艾莉的视角上“拔掉”，这在编写依赖沉浸感的游戏时是不可取的。编剧们还发现电视剧是深入研究游戏中被忽略的角色背景故事的机会，希望能更好地了解角色的动机。
德鲁克曼对电视剧修改原作游戏的剧情持开放态度，但他希望每一次修改都有强有力的理由，以确保他和麥辛考虑到这些修改对后续剧情的影响。游戏的背景设定中疫情爆发于2013年，其叙述的剧情则发生在2033年，电视剧将两者分别改成了2003年和2023年，因为编剧们认为将剧情设定在现在会更有趣、更具真实感，而且没有动摇剧情的根基。编剧们在剧中加入了疫情的起源，使之有更多科学基础，他们也意识到COVID-19疫情使观众对流行病有了更深的认识。麥辛了借用他写作《切尔诺贝利》所用的方法，以一个虚构的讲述真菌如何适应入侵和控制人类的1960年代谈话节目片段作为开篇，暗示人类知道潜在风险已有一段时间。编剧将剧中感染的媒介由游戏中的孢子改为由卷须组成的将感染者相互连接的网络，其灵感来自于菌丝体的概念；这是由于编剧们认为游戏中的防毒面具在剧中行不通，而且孢子也不是一个现实的威胁，将其改为卷须可以增加紧张感。真菌感染的视觉效果的灵感来源于日巴尼奇在前期制作期间发给麥辛的一张水母蜇伤的图片。编剧们希望避免做成“僵尸剧”，而是用感染者来迫使角色做出有趣的选择并揭示其真实自我。

### 拍攝
该剧的拍摄共耗时约200天，每集耗时约18-19天，相当于每天拍完2-3页的剧本。监制外景制片人杰森·诺兰（Jason Nolan）于2021年1月开始为拍摄做准备工作，他带领一个115人的团队，找到并改造了180余个拍摄地点。由于2019冠状病毒病疫情，演员和工作人员在进入加拿大后被隔离了两周。摄影指导克谢尼娅·谢列达（Ksenia Sereda）与导演巴拉戈夫、麥辛和德鲁克曼一同工作；埃本·博尔特（Eben Bolter）与霍尔和韦布一同工作；克里斯蒂娜·A·迈尔（Christine A. Maier）与日巴尼奇一同工作；纳迪姆·卡尔森（Nadim Carlsen）与阿巴西一同工作。该剧於7月12日在艾伯塔省卡尔加里開機，比原计划晚了一周。。谢列达使用Alexa Mini和Cooke Optics S4镜头拍摄了前两集；博尔特在拍摄第三、第四和第五集时也使用了同样的镜头，他认为该摄像机在模仿35毫米胶片的同时对手持拍摄很有效。
团队于7月在海里弗和麦克劳德堡进行拍摄，将其作为第一集中奥斯汀的取景地，同年8月转移到卡尔加里拍摄。波士顿的隔离区在斯坦佩德公园附近取景，场景的搭建耗时数月。巴拉戈夫负责的分集于8月30日前完成了拍摄，他后来离开了该项目。霍尔负责的分集于10月5日完成。10月，团队在埃德蒙顿市中心的赖斯霍华德路、亞伯達省議會大廈等地进行了为期四天的拍摄，耗资约37.2万加元。10月下旬团队转移至卡尔加里市中心和贝尔特莱恩进行拍摄。德鲁克曼负责的分集于11月7日完成。11月，团队在艾伯塔省坎莫尔为杰克逊市取景，并在皇家山大学和南艾伯塔技术学院进行拍摄。日巴尼奇负责的分集于12月9日完成制作。
2022年1月，卡尔加里西北部的诺斯兰村购物中心被重新装饰以作为拍摄场地。2月，团队在奥克托克斯和沃特顿湖国家公园进行拍摄，3月，卡尔加里东北部的机场小道关闭3日以用作拍摄。韦布负责的分集于2022年3月开始制作，主体拍摄持续到6月结束。卡尔加里亦在3月被用作堪萨斯城的取景。4月和5月，团队仍在卡尔加里继续制作，拍摄地点包括卡尔加里法院中心、肯辛顿和维多利亚公园周围，直到5月底和6月初才转移到奥尔兹。该剧于6月11日凌晨杀青，比原计划晚了两天。10月4日团队在堪萨斯城进行了补充拍摄。

### 音樂

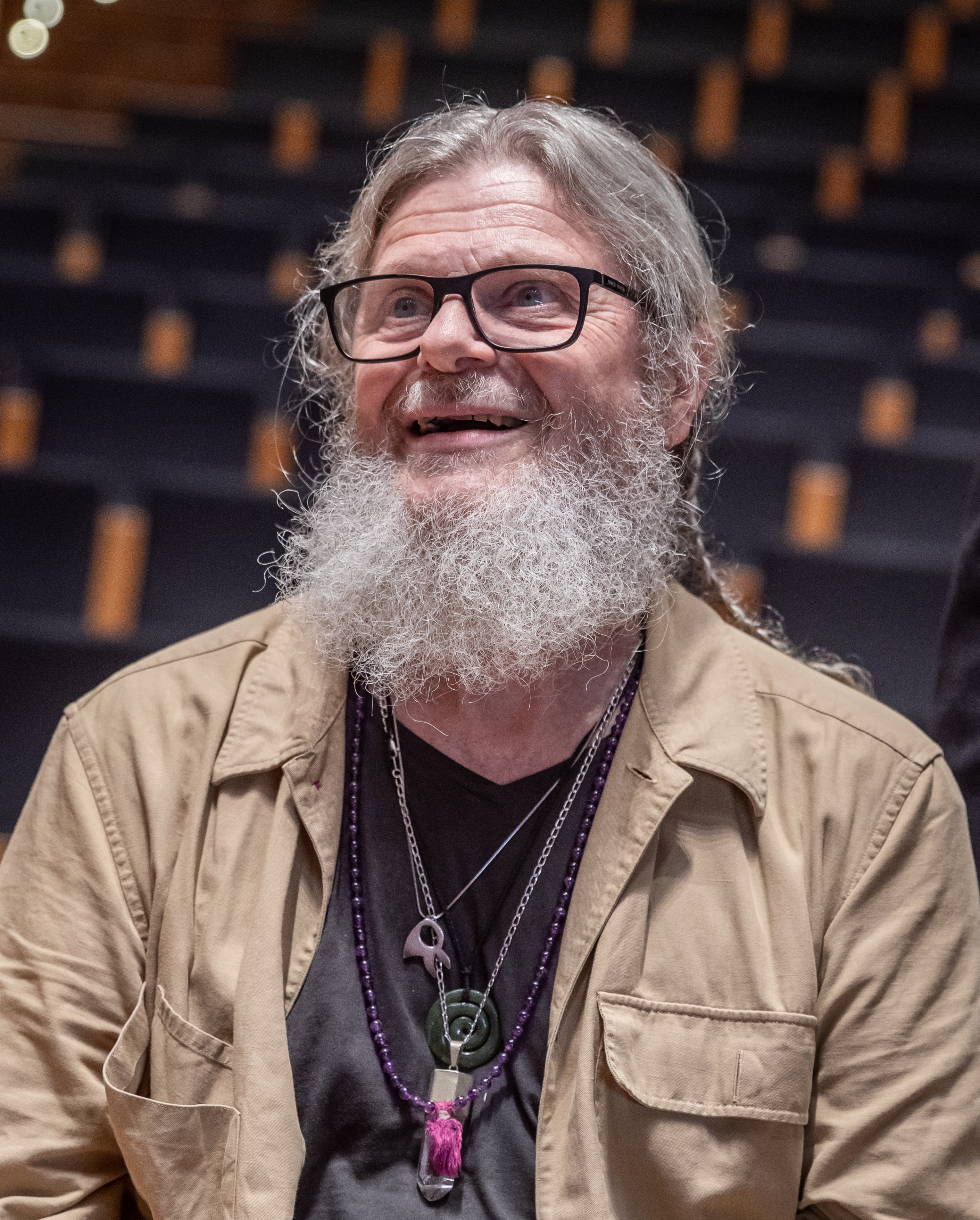
曾为原作游戏作曲的古斯塔沃·桑塔歐拉拉为该剧作曲

古斯塔沃·桑塔歐拉拉和大卫·弗莱明（David Fleming）為该剧作曲，前者创作了片头曲。桑塔歐拉拉承诺拉丁裔观众能“认出”他的音乐，他还借鉴了自己为《处女情缘》（2014-2019年）和《謀殺犯的形成》（2015-2018年）等影视作曲的经验。
第一集使用了艾薇儿·拉维尼的《明天再说吧》和蒂朵的《白旗》等歌曲来预示莎拉的命运以及乔尔对女儿的感情。片尾曲是的《Never Let Me Down Again》，因其结合了欢快的歌声和黑暗的歌词而被麥辛选用（40:25），第六集再度使用了这首歌曲，由麦辛的女儿杰茜卡演唱，以体现剧中艾莉对乔尔的失望。第三集使用了琳达·罗什塔的《Long, Long Time》 ，象征着未尽的爱和时间能治愈伤痛，呼应了比尔和法兰克间的关系。该集播出后，歌曲播放量显著增加，一些媒体将其与凱特·布希的《Running Up That Hill》相提并论，该曲在2022年播出的《怪奇物語》第四季中被使用后也再回公众视野。
第四集的标题参考了漢克·威廉斯歌曲《Alone and Forsaken》的歌词，这首歌在该集和原作游戏中都有使用（1:01）。第七集使用了珍珠果酱的《All or None》来表现艾莉的孤独和不安（7:28），曾在《最後生還者：拋諸腦後》中使用的翻唱的《I Got You Babe》也在该集中被使用，因为德鲁克曼认为其浪漫的歌词被掩盖在欢快的音乐中，反映了艾莉和莱莉的感受（56:28）。

### 设计
製作團隊包括五名藝術總監和數百名技術人員。原作游戏的艺术总监、概念艺术家和环境艺术家提供了关于服装和布景的反馈。服装设计师辛西娅·安·萨默斯（Cynthia Ann Summers）发现该剧的服装比奇幻作品和时代剧等注重服装的作品更难做，因为服装是该剧故事所不可或缺的部分。她选择让乔尔的服装简单实用，并显得乔尔没有考虑过穿着，麦辛则对乔尔服装的颜色提出了具体的要求，并要求服装不应吸引观众注意力。萨默斯要求每件衣服都有30件左右的复制品，以考虑到血液、污垢、替身等因素。塞奇·洛维特（Sage Lovett）领导的部门负责按照故事要求将服装污损。应麦辛的要求，萨默斯和她的团队专注于与后末日设定相关的小细节，如将皮带替换为鞋带。帕斯卡和拉姆齐很乐意穿上普通的服装，因为他们都曾参演过科幻和时代类作品。
制作设计师约翰·派诺（John Paino）在设计时参考了原作游戏，但他更加重视的是顽皮狗在开发游戏时参考的资料。派诺发现加拿大的几个城镇与美国，尤其是德克萨斯州的建筑有相似之处。他发现加拿大过于干净，找不到废弃的地点来模仿波士顿的砖砌街道，使得团队只能自行搭建场景。派诺和他的团队耗时数月在斯坦佩德公园附近建造第一集中的波士顿隔离区，耗时约6至12周建造第三集中的林肯镇，耗时九周建造第五集中堪萨斯城的死路。
曾与麦辛在《切尔诺贝利》中合作的巴里·高尔（Barrie Gower）和萨拉·高尔（Sarah Gower）被邀请制作感染者的假肢（0:31）。巴里·高尔赞扬该剧避免了“刻板的僵尸”，即“明显的颧骨、凹陷的眼睛、大量的血液和血迹”。制作团队为“绒毛、黏菌、多孔菌、雙孢蘑菇、不同质地和颜色”创建了一个大型参考库。麦辛希望能通过假肢让循声者与游戏中的设计相似，因为使用视觉效果会让人感觉循声者“不在那里”（18:24）。团队还发现自己在不断地参考游戏中的原始概念艺术（0:44）。第五集中，约有70名演员扮演感染者，为此70名艺术家每人轮班三小时，为大约30人安装了假肢。在拍摄过程中，重40（88磅）的“巨无霸”感染者的套装被涂上了凝胶状的液体，使其显得湿润且有光泽。保罗·贝克尔和特里·诺特里担任编排。诺特里希望感染者的饰演者能像鱼群一般一同移动；此外他还专为第五集设立了训练营以让演员们做好准备（3:44）。

### 后期制作
该剧由蒂莫西·A·古德（Timothy A. Good）和艾蜜莉·门德斯（Emily Mendez）剪辑，第二集则由马克·哈策尔（Mark Hartzell）剪辑。古德是麦辛的好友，在麦辛完成《切尔诺贝利》后，古德表示有兴趣合作。《最后生还者》原先聘用了另一名剪辑师，但他因档期冲突而退出；古德在完成《伞学院》第三季的剪辑后加入了该剧的制作（18:17）。 门德斯是古德的助理剪辑师，与古德一同剪辑了第五到九集（27:35）。古德选择不玩游戏，让样片来驱使他的情感；门德斯则是游戏的粉丝（34:01）。门德斯使用了自己的音频库和游戏中的声音效果来进行临时的声音设计（49:19），古德使用了桑陶拉利亚的游戏配乐作为临时配乐（50:59）。
共有16个视觉效果团队参与制作，由Alex Wang担任总监。第一季平均每集约有250个视觉效果镜头。双重否定工作室的650人团队在18个月内为该剧制作了535个镜头，主要侧重于环境效果，包括在波士顿、堪萨斯城、杰克逊和盐湖城的场景；团队进行了实地考察以收集更多的参考资料，也经常参考原作游戏的内容。视觉效果团队在设计感染者时咨询了顽皮狗的概念艺术家，团队使用了关于虫夏菌生长的缩时摄影视频作为感染过程动画的参考。所有团队都参与制作了第五集的动作场面，该集的视觉效果镜头约有350到400个。维塔数码负责制作感染者的视觉效果（41:05），使用视觉效果将50至70名感染者添加到人群中。维塔数码选择让剧中的巨无霸显得更高大，肌肉更加清晰，而儿童循声者则被赋予小辫子和额外的面部细节，以强调她是个孩子。Elastic工作室创作了该剧的片头，旨在“建立一个被真菌取代的世界”，并体现真菌“无情的本性”（unrelenting nature），创意总监安迪·霍尔（Andy Hall）和与麦辛和德鲁克曼密切合作，向他们提出了多个想法，最后敲定使用逼真的描写。Tzuo对真菌进行了研究，以确保片头中真菌的外观以及生长和移动方式尽可能准确。麦辛后来表示很喜欢片头中让真菌显得很美丽的想法（0:40）。

## 發行與宣傳

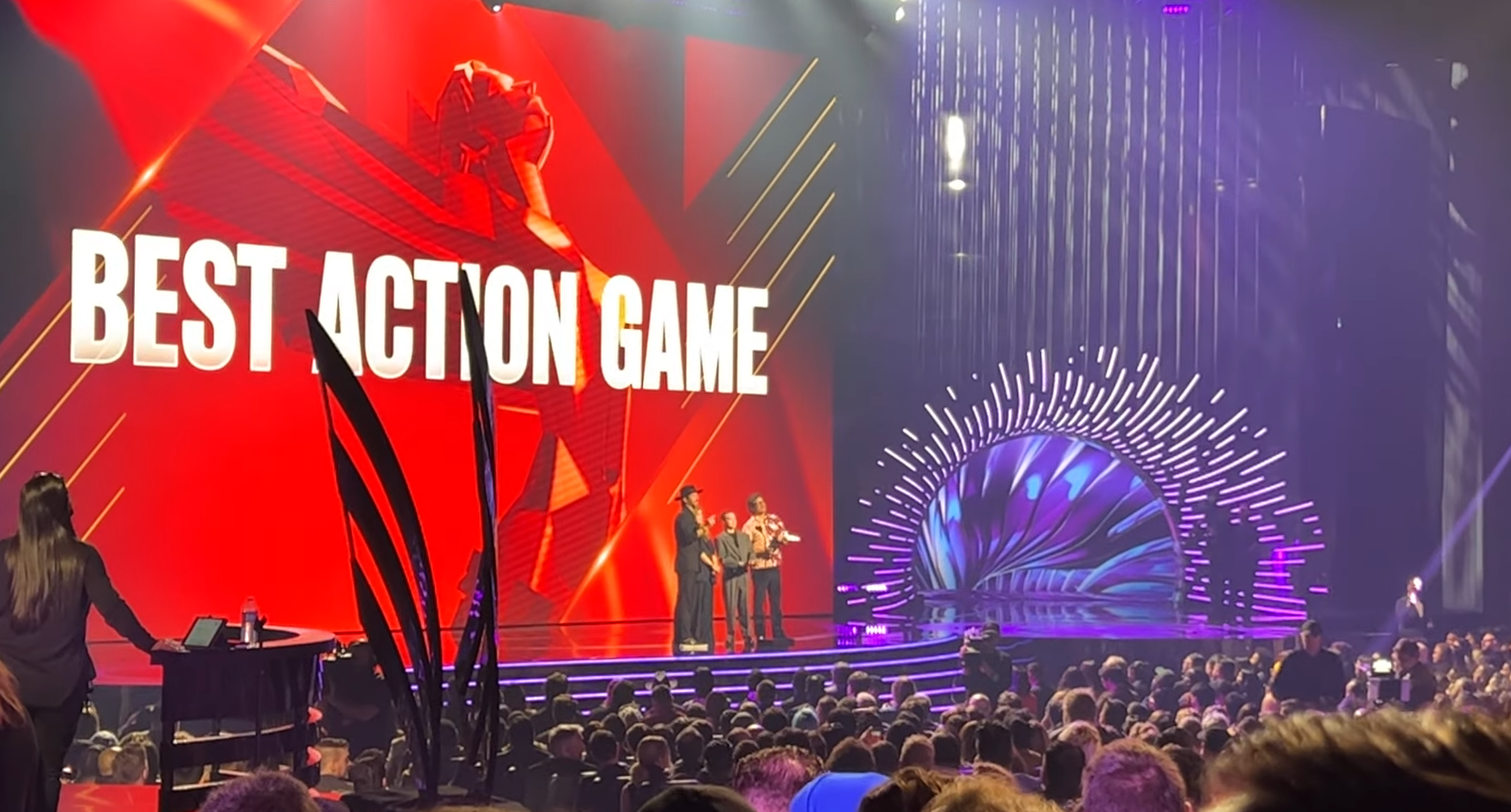
特羅伊·貝克、艾希莉·強森、貝拉·拉姆齊和佩德羅·帕斯卡出席了2022年游戏大奖（TGA）最佳动作游戏的颁奖典礼，以宣传该剧

2021年，有消息称《最後生還者》計劃於2022年播出，但HBO和HBO Max首席内容官凯西·阿洛伊斯（Casey Bloys）在2022年2月否认了这一消息，并表示预计最快在2023年开播。在2021年9月26日的《最后生还者》日，HBO分享了帕斯卡和拉姆齊穿着剧服的第一张图片，随后在2022年6月10日的夏日游戏节上分享了该剧的第一张剧照。2022年8月21日，在《龍族前傳》试播期间，HBO Max发布即将播出的剧集的预告片，其中出现了《最后生还者》的镜头，出镜的有帕斯卡、拉姆齊、帕克和奧佛曼。2022年9月，原作游戏重制版《最后生还者 第I章》发行，制作团队表示在开发过程中有考虑到电视剧的播出可能激发观众对游戏的兴趣。2022年9月26日的《最后生还者》日上，首个先导预告片发布，出镜者有盧納、丹德里奇、托芙和瑞德，并确认了2023年的发行渠道和林斯基的选角。预告片使用的音乐是漢克·威廉斯的〈孤独和离弃〉，该曲是原作游戏使用的歌曲之一，2013年Gamescom上发布的原作游戏预告片也使用了这首音乐。预告片24小时内在Twitter和YouTube上获得超过1700万次浏览。
11月2日，HBO宣布该剧将于2023年1月15日在美国首播，并发布了首张官方海报，不过天空集团和HBO Max已在早些时候泄露了播放时间。该剧在美国由HBO播出，并可在HBO Max以4K解析度播放。其它国家和地区分别由Binge在澳大利亚播放，Crave在加拿大播放HBO Go和Now TV在香港播放，Disney+ Hotstar在印度播放，U-NEXT在日本播放，Neon在新西兰播放，HBO Go在东南亚和台湾播放，天空集团频道和Now在德国、奥地利、意大利、瑞士、英国和爱尔兰播放。第一集于1月9日在洛杉矶韦斯特伍德举行了红毯全球首映，随后于1月11日在布达佩斯和悉尼，1月12日在纽约举行了影院放映会。11月16日，乔尔和艾莉躲避循声者的短片发布，以预热该剧次月在CCXP的亮相。11月30日，11名角色的海报发布。12月3日，丹德里奇、德鲁克曼、盧納、麥辛、帕斯卡和拉姆齊出席CCXP的座谈会，首个完整预告片也于同日在CCXP发布，貝克、艾希莉·強森和雪柏在预告片中首次亮相。貝克、艾希莉·強森、帕斯卡和拉姆齊出席了12月8日的2022年游戏大奖（TGA）的颁奖典礼。
12月，HBO宣布贝克将在该剧播出的同时主持一个配套的播客，与麥辛和德鲁克曼探讨每集的场景。2023年1月，帕斯卡和拉姆齊登上了《好莱坞报道》的封面，帕斯卡还登上了《连线》的封面。HBO于1月6日发布了第一部幕后花絮，多家新闻机构发表一个月前在圆桌讨论上对演员和工作人员的采访。拉姆齊于1月9日出现在《吉米·坎摩尔直播秀》上，并于次日出现在《詹姆斯·柯登深夜秀》上。1月15日第一集播出后，季预告片发布，PlayStation Plus Premium会员可试玩《最后生还者 第I章》两小时。Google于1月底发布了一个复活节彩蛋，搜索“最后生还者”（The Last of Us）或“虫草菌”（Cordyceps）时屏幕上会出现蘑菇图案。1月27日，第一集在美国的HBO Max和英国的天空集团YouTube频道上免费发布。为宣传第三集，巴特利特于1月30日出现在《斯蒂芬·科拜尔晚间秀》上，奥夫曼于2月1日出现在《吉米·法伦今夜秀》上。帕斯卡于2月2日出现在《吉米·坎摩尔直播秀》上，并于2月4日主持《週六夜現場》。

## 反响

### 评价
| 第一季（2023年）：烂番茄追踪到的所有评论家的评论中，正面评论占比 |                                                                                  |
|                                                                  | 由于技术原因，此旧版图表已停用，並須迁移至新版图表。造成您的不便，我們深表歉意。 |

根据評論匯總网站爛番茄汇总的463篇评论文章，96%的评论家给予该作正面评价，平均打分为8.75分（满分10分）。该网站总结的评论家共识是“保留了其深受喜爱的源材料中最令人上瘾的方面，同时深入挖掘故事，《最后生还者》是值得一刷的电视作品，跻身于史上最伟大的电子游戏改编作品之列。”Metacritic根据42篇评论计算出加权平均分84分（满分100分），表明该剧得到了“普遍赞誉”。不少评论家认为本剧是迄今为止最佳的电子游戏真人改编作品，GameSpot的马克·德莱尼（Mark Delaney）称其“感觉像是一个新时代的开始”。
评论家们赞扬了麦辛和德鲁克曼让本剧与原作游戏有叙事上的差异，也有评论家认为本剧过于忠实于游戏中的场景，导致了节奏问题。《综艺》的丹尼尔·达达里奥（Daniel D'Addario）认为该剧过于依赖动作场面，而《TechRadar》的阿克塞尔·梅茨（Axel Metz）希望有更多的动作场面。IGN的西蒙·卡尔迪（Simon Cardy）认为该剧留够了供观众喘息的空间是其“最大的亮点”。评论家们压倒性地认为第三集是本季最好的一集，部分评论家称之为最佳的电视剧分集。《好莱坞报道》的丹尼尔·芬伯格（Daniel Fienberg）认为该集将全剧提升到了一个新的水平，《帝国》的约翰·纽金特（John Nugent）称之“动人的、令人惊讶的浪漫，是（我）近期记忆中佳的电视节目之一”。一些评论家认为第一集制作精良，但太过眼熟，《/Film》的瓦莱丽·埃廷霍费尔（Valerie Ettenhofer）认为它是本季最不佳的一集。RogerEbert.com的布赖恩·塔勒里科（Brian Tallerico）认为最后两集很仓促。
一些评论家称赞了制作设计。《數碼間諜》的戴维·奥佩（David Opie）写道：“每一个场景都像是直接从游戏中剥离出来的。”相反的是，《偏锋杂志》杂志的帕特-布朗（Pat Brown）认为环境显得过于刻意布置。Inverse的戴斯·约翰斯顿（Dais Johnston）赞扬灯光的使用突出了人物和生物的人性，并称本剧的摄影是“其他电子游戏改编作品只能梦想的东西”。《TV Guide》的基思·菲普斯（Keith Phipps）称该剧为“视觉冲击”。桑塔歐拉拉的配乐得到了赞扬，CNET的基恩认为它“为叙事增添了一种悲伤的渴望”。
演员们的表现得到了广泛的赞誉，评论家们特别赞扬了帕斯卡和拉姆齐的表演。《旗帜晚报》的维基·杰索普（Vicky Jessop）称两人“偷走了他们出现的每一个场景”，《滚石》的艾伦·塞平沃尔称之“让人无法抗拒地观看并且几乎即刻讨人喜欢”。《帝国》的纽金特和《/Film》的埃廷霍费尔称帕斯卡的表演是他职业生涯中最好的一次，因为他的演出细致入微且能描绘罕见的脆弱时刻。《TechRadar》的梅茨将他描述为乔尔的“完美的现实世界表现”。一些评论家认为拉姆齐在幽默和情感间的平衡给该剧带来了突破性的表现，《时代》的朱迪·伯曼（Judy Berman）称她是“本剧最大的财富”，IGN的卡尔迪称赞她在艾莉这个人们印象深刻的角色身上“刻下了自己的印记”。一些评论家认为第七集是拉姆齐演出最佳的一集。
该季客串演员的表现也得到了高度赞扬。《滚石》的塞平沃尔称赞帕克在第一集中“把持了屏幕”，并让莎拉为观众所喜爱，Push Square的阿龙·贝恩（Aaron Bayne）写道，卢纳虽出场时间很少，但他完美地“融入了这个角色”。Den of Geek的伯纳德·博（Bernard Boo）认为第二集中托芙老练的表演令人心碎。Complex的威廉·古德曼（William Goodman）将奥佛曼和巴特利特的表演描述为其“职业生涯最佳”，Inverse的约翰斯顿认为他们值得获得艾美奖。第四和第五集中林斯基的表演因其同时体现了角色凶狠与人性而受到称赞。IGN的卡尔迪赞扬了约翰逊在第五集最后一幕中感人的表演，《Total Film》的布拉德利·罗素（Bradley Russell）认为伍达德展现出角色的天真性提升了该集的叙事水平。评论家们赞扬了第六集中帕斯卡和卢纳以及第七集中拉姆齐和瑞德展现出的两人间的关系；Bleeding Cool的称后两者“值得获奖”，Push Square的贝恩认为瑞德有效地抓住了莱利“年轻的自豪感”。CNET的肖恩· 基恩（Sean Keane）称雪柏的表演“有魅力”。

### 收视率
该剧在线性频道和HBO Max首播当晚吸引了470万美国观众，创下自2010年以来HBO第二高的首播收视表现，仅次于《龍族前傳》。在流媒体平台上，其播放时间在三个小时内达到2.23亿分钟。总观看人数在两天后增加到1000多万，一周后上升至1800万，十二天内达到2200万。在拉丁美洲，该剧创下HBO Max有史以来最高的首播收视表现。第二集在首播当晚吸引了570万观众，较前一周增加了22%，成为有史以来第二周观众增长最多的HBO原创剧集。1月16日至22日，该剧的流媒体播放时间为8.37亿分钟，位居周榜第六，超过了同期《龍族前傳》的前两集。次周，该剧以8.77亿分钟的播放时间维持了第六名的位置。截至1月31日，前两集的平均收视人数为2130万。
第三集首播当晚吸引了640万观众，比上集增长了12%。1月30日至2月5日，该剧的流媒体播放时间为11.9亿分钟，位居周榜第四；次周流媒体播放时间为11亿分钟，位居周榜第三。第四集吸引了750万观众，较上集增长了17%，较首集增长了60%。截至3月6日，前五集在线性频道和流媒体平台的平均观众数量接近3000万。在3月12日之前，前六集平均收视人数达到了3040万，创下了HBO自《权力的游戏》第八季以来的最高记录，超过了《龍族前傳》第一季的十集平均收视人数。第五集在首个周末吸引了1160万观众，而第六和第七集分别在首播当晚吸引了780万和770万观众。第八集观众数量为810万，比第一集增长了74%。该剧在2月13日至19日的流媒体播放时长为9.43亿分钟，排名第四；在2月20日至26日的流媒体播放时长为11.87亿分钟，排名第三。该剧在2月份成为第二受欢迎的流媒体播放剧集，总播放时长达到了44亿分钟，仅次于《紐約新醫革命》。最后两集在首播当晚分别吸引了810万和820万观众，较首集增长了74%和75%。其2月27日至3月5日的流媒体播放时长达到了10.1亿分钟，排名第三；3月6日至12日的流媒体播放时长达到了10.58亿分钟，排名第四。在英国，第九集拥有超过300万观众，成为Sky电视台播放量最高的美剧新剧的季终集，超过了《龍族前傳》第一季的季终集。
| 序 | 標題           | 播出日期      | 收視率 （18–49歲） | 收視人数 （百萬） | 來源   |
| -- | -------------- | ------------- | ------------------ | ----------------- | ------ |
| 1  | 迷失在黑暗之中 | 2023年1月15日 | 0.17               | 0.588             | [ 52 ] |
| 2  | 染病           | 2023年1月22日 | 0.19               | 0.633             | [ 53 ] |
| 3  | 很久很久以後   | 2023年1月29日 | 0.21               | 0.747             | [ 54 ] |
| 4  | 請握住我的手   | 2023年2月5日  | 0.26               | 0.991             | [ 55 ] |
| 5  | 忍耐，活下去   | 2023年2月12日 | 0.09               | 0.382             | [ 56 ] |
| 6  | 血濃於水       | 2023年2月19日 | 0.28               | 0.841             | [ 57 ] |
| 7  | 被留下的人們   | 2023年2月26日 | 0.37               | 1.083             | [ 58 ] |
| 8  | 在我們有需要時 | 2023年3月5日  | 0.30               | 1.039             | [ 59 ] |
| 9  | 尋找那道光     | 2023年3月12日 | 0.33               | 1.040             | [ 60 ] |

### 商业影响
电视剧的播出使原作游戏销量大增。2023年1月，《最后生还者 第I章》的PlayStation 5游戏下载量在北美排名第八，欧洲排名第十；PlayStation 4平台方面，《最后生还者 第II章》在这两个地区的下载量排名第七，《最后生还者 重制版》的下载量在北美排名第十三，欧洲排名第十五。同年2月，《第I章》的排名在北美上升到第六，在欧洲上升到第七，《重制版》在北美和欧洲的排名分别上升到第九位和第七位，《第II章》在这两个地区都是第一位。在英国，首播周《重制版》的销量较前一周增长了322%，《第I章》的销量增长了238%，两者都因此再度登上了销量排行榜。第二周，《第I章》的销量又增长了32%，《重制版》增长了27%。该月内，《第II章》的销量增长了317%，《重制版》的销量增长了285%。在美国，《第I章》在1月份的销量排行榜排名第11位，较上个月攀升了25位。

### 获奖与提名
《最后生还者》在2023年MTV影視大獎上获得六项提名，并赢得了三项奖项：最佳节目、最佳搭档（帕斯卡和拉姆齐）和最佳英雄（帕斯卡）。
| 奖项                   | 颁奖日期      | 类别                             | 获奖者／获提名者                        | 结果 | 来源            |
| ---------------------- | ------------- | -------------------------------- | --------------------------------------- | ---- | --------------- |
| 黑胶卷奖               | 2023年8月14日 | 剧情类剧集最佳客串演员           | 拉瑪爾·約翰遜                           | 提名 | [ 328 ]         |
| 黑胶卷奖               | 2023年8月14日 | 剧情类剧集最佳客串演员           | 尼科·帕克                               | 提名 | [ 328 ]         |
| 黑胶卷奖               | 2023年8月14日 | 剧情类剧集最佳客串演员           | 斯托姆·瑞德                             | 獲獎 | [ 328 ]         |
| 黑胶卷奖               | 2023年8月14日 | 剧情类剧集最佳客串演员           | 凱佛恩·伍達德                           | 提名 | [ 328 ]         |
| 好莱坞影评人协会电视奖 | 2024年1月8日  | 最佳有线剧情类剧集               | 《最后生还者》                          | 提名 | [ 329 ] [ 330 ] |
| 好莱坞影评人协会电视奖 | 2024年1月8日  | 广播网或有线剧情类剧集最佳男演员 | 佩德羅·帕斯卡                           | 獲獎 | [ 329 ] [ 330 ] |
| 好莱坞影评人协会电视奖 | 2024年1月8日  | 广播网或有线剧情类剧集最佳女演员 | 貝拉·拉姆齊                             | 提名 | [ 329 ] [ 330 ] |
| MTV影視大獎            | 2023年5月7日  | 最佳节目                         | 《最后生还者》                          | 獲獎 | [ 327 ]         |
| MTV影視大獎            | 2023年5月7日  | 最佳英雄                         | 佩德羅·帕斯卡                           | 獲獎 | [ 327 ]         |
| MTV影視大獎            | 2023年5月7日  | 最佳搭档                         | 佩德羅·帕斯卡和貝拉·拉姆齊              | 獲獎 | [ 327 ]         |
| MTV影視大獎            | 2023年5月7日  | 最佳接吻                         | 安娜·托芙和菲利普·普拉茹（Philip Prajoux）            | 提名 | [ 327 ]         |
| MTV影視大獎            | 2023年5月7日  | 最佳突破演出                     | 貝拉·拉姆齊                             | 提名 | [ 327 ]         |
| MTV影視大獎            | 2023年5月7日  | 最佳音樂片段                     | Long, Long Time（比尔和法兰克弹奏钢琴） | 提名 | [ 327 ]         |
| Rockie奖               | 2023年6月13日 | 年度节目                         | 《最后生还者》                          | 獲獎 | [ 331 ]         |
| TCA奖                  | 2023年8月7日  | 年度节目                         | 《最后生还者》                          | 提名 | [ 332 ]         |
| TCA奖                  | 2023年8月7日  | 最佳新节目                       | 《最后生还者》                          | 提名 | [ 332 ]         |
| TCA奖                  | 2023年8月7日  | 剧情类杰出成就                   | 《最后生还者》                          | 提名 | [ 332 ]         |
| TCA奖                  | 2023年8月7日  | 剧情类个人成就                   | 佩德羅·帕斯卡                           | 提名 | [ 332 ]         |
| TCA奖                  | 2023年8月7日  | 剧情类个人成就                   | 貝拉·拉姆齊                             | 提名 | [ 332 ]         |

## 外部連結
- 官方网站
- 互联网电影数据库（IMDb）上《最後生還者》的资料（英文）
- 爛番茄上《The Last of Us》的資料（英文）
- 豆瓣电影上《最後生還者》的資料 （简体中文）

Template:黄金时段艾美奖最佳片头设计